# HD23631
HD23631 є подвійною зорею. 
Дана подвійна система має видиму зоряну величину в смузі V приблизно 7,4.

## Подвійна зоря
Головна зоря цієї системи належить до хімічно пекулярних зір й має спектральний клас A0.
Інша компонента має  спектральний клас A3.